# 벤 화이트
벤저민 윌리엄 와이트(영어: Benjamin William White, 1997년 10월 8일 ~ )는 잉글랜드의 축구 선수로 현재 아스널 FC에서 수비수로 활동하고 있다.

## 선수 경력

### 클럽
브라이턴 & 호브 앨비언 유소년팀 출신으로 2016년 브라이턴 성인팀 입단을 통해 프로에 입문한 뒤 팀의 2016-17 EFL 챔피언십 준우승 및 차기 시즌 1부 리그 승격을 경험했지만 2016-17 시즌에는 EFL컵 단 2경기 출장에 그쳤다.
2016-17 시즌 종료 후 4부 리그의 뉴포트 카운티로 임대 이적하여 51경기에 출전하며 뉴포트 카운티의 2017-18 시즌 올해의 선수상에 선정되었고 3부 리그의 피터버러 유나이티드로 임대 이적하여 2018-19 시즌에는 16경기에 출전한 뒤 2부 리그의 리즈 유나이티드로 임대 이적한 후 공식전 49경기에 출전하며 팀의 2019-20 리그 우승 및 1부 리그 승격에 일조했으며 특히 2020년 7월에는 2019-20 EFL 챔피언십 이달의 골로 선정되는 영예를 안았다.
이후 2020-21 시즌을 앞두고 브라이턴으로 복귀하여 공식전 39경기에 출전하며 팀내 올해의 선수상에 이름을 올렸으며 이러한 활약에 힘입어 2021년 7월 30일 무려 806억원의 이적료에 프리미어리그 명문팀 중 하나인 아스널 FC와 입단 계약을 체결했다.

### 국가대표팀
2021년 5월 25일 UEFA 유로 2020 본선 예비 33인 엔트리에 포함되었음에도 당초에 최종 엔트리엔 화이트의 이름을 찾아볼 수 없었지만 6월 1일 자신의 국제 A매치 데뷔전인 오스트리아와의 평가전에서 트렌트 알렉산더아널드가 허벅지 부상으로 엔트리에서 낙마하면서 7일 열린 루마니아와의 평가전에서 한번 더 부여받은 기회를 잘 살려내었고 결국 UEFA 유로 2020 본선 엔트리에 이름을 올리면서 데뷔 후 첫 메이저 대회 본선이라는 감격스러운 상황을 맞이했다.
비록 정작 본인은 단 1차례도 유로 본선 무대에 기용되지는 못했지만 1966년 FIFA 월드컵 우승 이후 55년만의 메이저 대회 결승 진출 및 사상 첫 유로 대회 준우승에 큰 힘이 되어주었다.

## 수상

### 클럽
브라이턴 & 호브 앨비언
- EFL 챔피언십 : 준우승 (2016-17)

리즈 유나이티드
- EFL 챔피언십 : 우승 (2019-20)

### 국가대표팀
잉글랜드
- UEFA 유럽 축구 선수권 대회 : 준우승 (2020)

### 개인
- 프로 축구 선수 협회(PFA) 선정 EFL 챔피언십 이달의 선수상 : 2019년 8월
- EFL 챔피언십 이달의 골 : 2020년 7월
- 프로 축구 선수 협회(PFA) 선정 올해의 팀 : 2019-20 EFL
- 뉴포트 카운티 올해의 선수상 : 2017-18
- 리즈 유나이티드 올해의 신인상 : 2019-20
- 브라이턴 & 호브 앨비언 올해의 선수상 : 2020-21